# Воскресенівське водосховище
 Воскресенівське водосхо́вище  — невелике руслове водосховище на річці Рябінка (ліва притока р. Ворскла). Розташоване в Богодухівському районі Харківської області.
- Водосховище побудовано в 1970 році по проекту Харківської експедиції інституту Укргіпроводгосп.
- Призначення - зрошення.
- Вид регулювання - багаторічне.

## Основні параметри водосховища
- нормальний підпірний рівень — 132,08 м;
- форсований підпірний рівень — 134,16 м;
- рівень мертвого об'єму — 129,30 м;
- повний об'єм — 3,77 млн м³;
- корисний об'єм — 3,27 млн м³;
- площа дзеркала — 158,0 га;
- довжина — 3,87 км;
- середня ширина - 0,41 км;
- максимальні ширина - 0,66 км;
- середня глибина — 2,39 м;
- максимальна глибина — 5,00 м.

## Основні гідрологічні характеристики
- Площа водозбірного басейну - 143 км².
- Річний об'єм стоку 50% забезпеченості -  млн м3.
- Паводковий стік 50% забезпеченості -  млн м3.
- Максимальні витрати води 1% забезпеченості - 49,4 м3/с.

## Склад гідротехнічних споруд
- Глуха земляна гребля довжиною - 565 м, висотою - 8,29 м, шириною - 15 м. Закладення верхового укосу - 1:3,5, низового укосу - 1:2,5.
- Шахтний водоскид із монолітного залізобетону висотою - 3 м, розмірами 2(2,5х3,4)м.
- Водовідвідна труба розмірами 2(2,5х2,1)м довжиною - 34 м.
- Донний водоспуск відсутній.

## Використання водосховища
Водосховище було побудовано для зрошення в радгоспі "Ул'янівський" та колгоспі «Зірка» Богодухівського району.
На даний час використовується для риборозведення СФГ "Парус".